# Westover (Virgínia de l'Oest)
Westover és una població dels Estats Units a l'estat de Virgínia de l'Oest. Segons el cens del 2000 tenia 3.941 habitants.

## Demografia
Segons el cens del 2000, Westover tenia 3.941 habitants, 1.807 habitatges, i 1.004 famílies. La densitat de població era de 1.152,7 habitants per km².
Dels 1.807 habitatges en un 23,6% hi vivien nens de menys de 18 anys, en un 40,6% hi vivien parelles casades, en un 11,9% dones solteres, i en un 44,4% no eren unitats familiars. En el 35,3% dels habitatges hi vivien persones soles el 12,2% de les quals corresponia a persones de 65 anys o més que vivien soles. El nombre mitjà de persones vivint en cada habitatge era de 2,18 i el nombre mitjà de persones que vivien en cada família era de 2,86.
Per edats la població es repartia de la següent manera: un 19,9% tenia menys de 18 anys, un 11,1% entre 18 i 24, un 29,5% entre 25 i 44, un 22,1% de 45 a 60 i un 17,4% 65 anys o més.
L'edat mediana era de 38 anys. Per cada 100 dones de 18 o més anys hi havia 84 homes.
La renda mediana per habitatge era de 28.659 $ i la renda mediana per família de 43.469 $. Els homes tenien una renda mediana de 29.355 $ mentre que les dones 21.672 $. La renda per capita de la població era de 18.199 $. Entorn del 10% de les famílies i el 17,8% de la població estaven per davall del llindar de pobresa.

## Poblacions més properes
El següent diagrama mostra les poblacions més properes.